# Skala 1

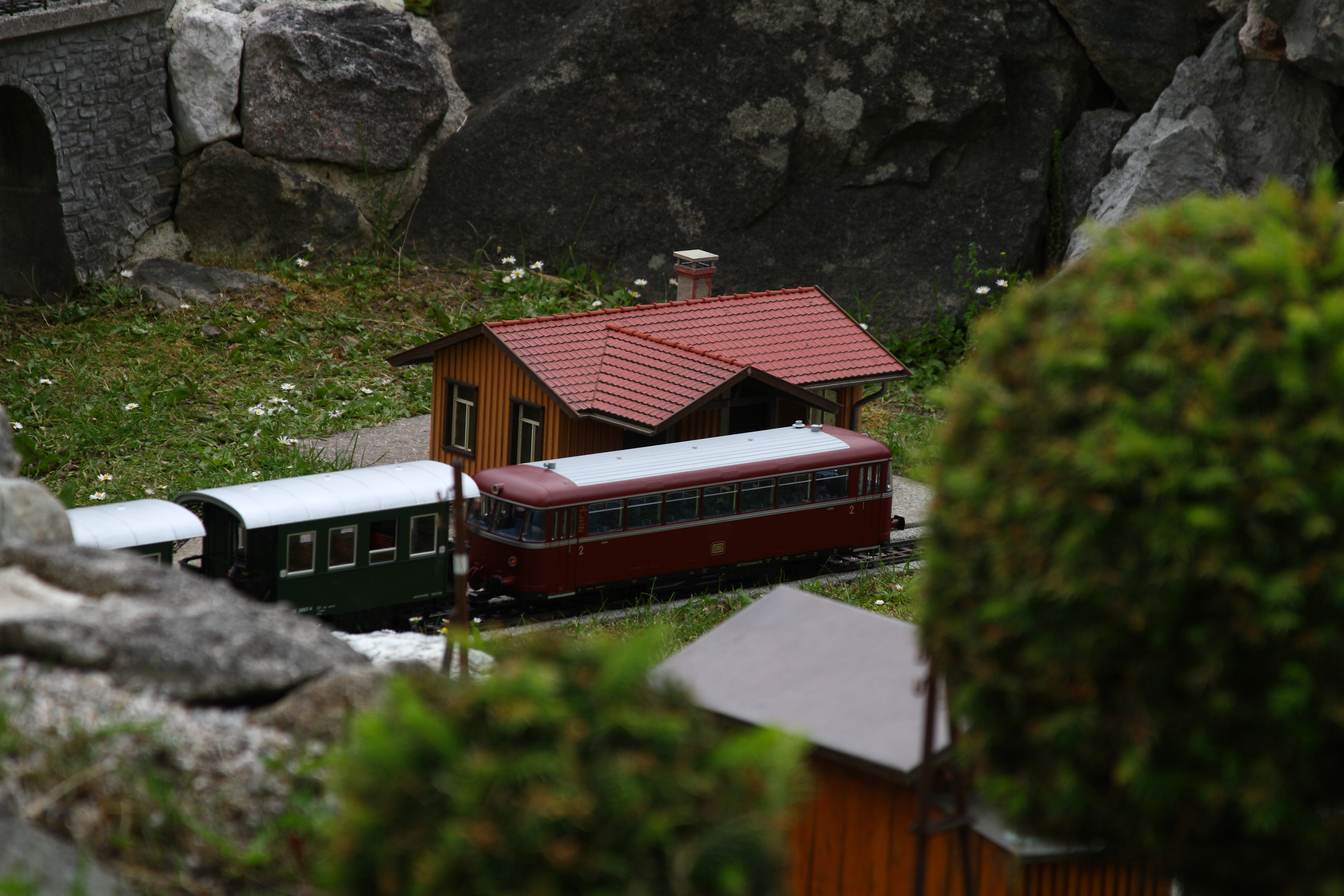
Makieta wykonana w skali 1

Skala 1 – nazwa skali stosowanej w modelarstwie kolejowym o podziałce 1:32.

## Rozstaw szyn
Rozstawy szyn występujące w rzeczywistości odwzorowywane są za pomocą jednego z czterech unormowanych rozstawów szyn toru modelowego. Według normy NEM010 nazwa „skala 1” odnosi się do toru modelowego o rozstawie szyn 45 mm odpowiadającemu rzeczywistej szerokości toru równej 1250 mm bądź większej. Tory rzeczywiste o mniejszych rozstawach, np. kolej wąskotorowa, odwzorowywane są w postaci torów modelowych o mniejszych rozstawach szyn i oznaczane za pomocą dodatkowych liter m, e lub i.
| Skala | Rozstaw w skali  | Rozstaw rzeczywisty |
| ----- | ---------------- | ------------------- |
| I     | 45 mm            | 1250 – 1700 mm      |
| Im    | 32 mm            | 850 – <1250 mm      |
| Ie    | 22,5 lub 23,4 mm | 650 – <850 mm       |
| If    | 16,5 mm          | 400 – <650 mm       |

## Historia
Pierwsze modele o rozstawie szyn 32 mm stworzyła w 1891 roku niemiecka firma Märklin. Również w 1891 roku firma ta zaprezentowała na wiosennych targach w Lipsku modele kolejowe w skali 1 i rozpoczęła produkcję modeli, które zapoczątkowały seryjną produkcję modeli kolejowych w tej skali . W 1969 roku firma ponownie rozpoczęła produkcję modeli kolejowych w tej skali i produkowane są one do dzisiaj.